# Guitarra de tres puentes

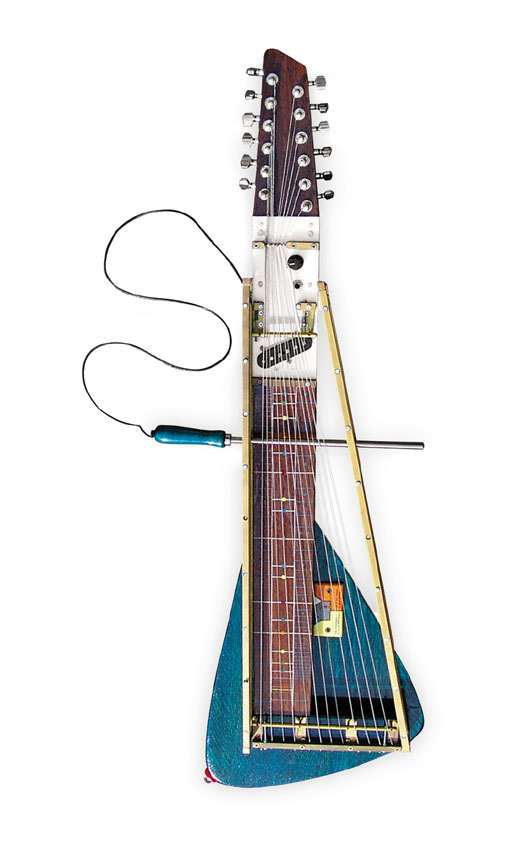
La Moodswinger, creada por Yuri Landman en el año 2006.

La guitarra de tres puentes o 3rd bridge es una guitarra preparada eléctrica con un tercer puente adicional por crear sobretonos. Puede ser una guitarra corriente con un objeto -por ejemplo, un destornillador- colocado debajo de las cuerdas, cumpliendo la función de puente.
Algunos músicos, insatisfechos con las limitaciones de la guitarra corriente, empezaron a crear instrumentos mejorando las posibilidades técnicas. El músico estadounidense Glenn Branca creó varios modelos primitivos -aunque efectivos- de 3rd bridge guitarra. Leo Fender, diseñador y productor de guitarras eléctricas, diseñó dos guitarras, la Fender Jaguar y la Fender Jazzmaster, y sin proponérselo había creado el mecanismo de una 3rd bridge en su puente flotante, con un limitado timbre a la hora de usar una técnica amplia. Cuando las cuerdas son tocadas en la parte posterior del puente se crea el sonido 3rd bridge.
Lee Ranaldo de Sonic Youth es conocido por usar la técnica del destornillador en sus guitarras. Confusion Is Sex contiene muchas canciones con el sonido producido por la "3rd-bridge". Otros ejemplos del uso de dicha técnica se encuentran en las introducciones de Bull in the Heather también perteneciente a Sonic Youth, y Good Morning Captain de Slint, canción del álbum Spiderland.
El fabricante experimental de instrumentos musicales Yuri Landman, fabricó la Moodswinger, una 3rd bridge de doce cuerdas para Aaron Hemphill, componente de la banda Liars y en 2009 la Home Swinger, una versión hágalo usted mismo para workshops en festivales de música.
- Datos: Q529070